# Berthold Mahn
Pour les articles homonymes, voir Mahn.
Ne pas confondre avec Jean-Berthold Mahn, son fils.
Berthold Charles Désiré Mahn, né dans le 11e arrondissement de Paris le 25 décembre 1881 et mort à Chaumot (Yonne) le 1er avril 1975, est un artiste peintre, dessinateur, lithographe et illustrateur français.

## Biographie

### De Belleville à Chantilly (1881-1918)
Aîné de quatre enfants, Berthold Mahn naît dans le quartier de Belleville de l'union d'un artisan silésien venu s'installer à Paris et d'une Luxembourgeoise née Marie-Jeanne Dantz. À seize ans, obligé de travailler pour vivre, il est embauché dans une fabrique de fourneaux et de cuisinières de l'avenue Parmentier. Il suit des cours de dessin d'Edmond Eugène Valton à l’école Germain Pilon (future école Duperré). 

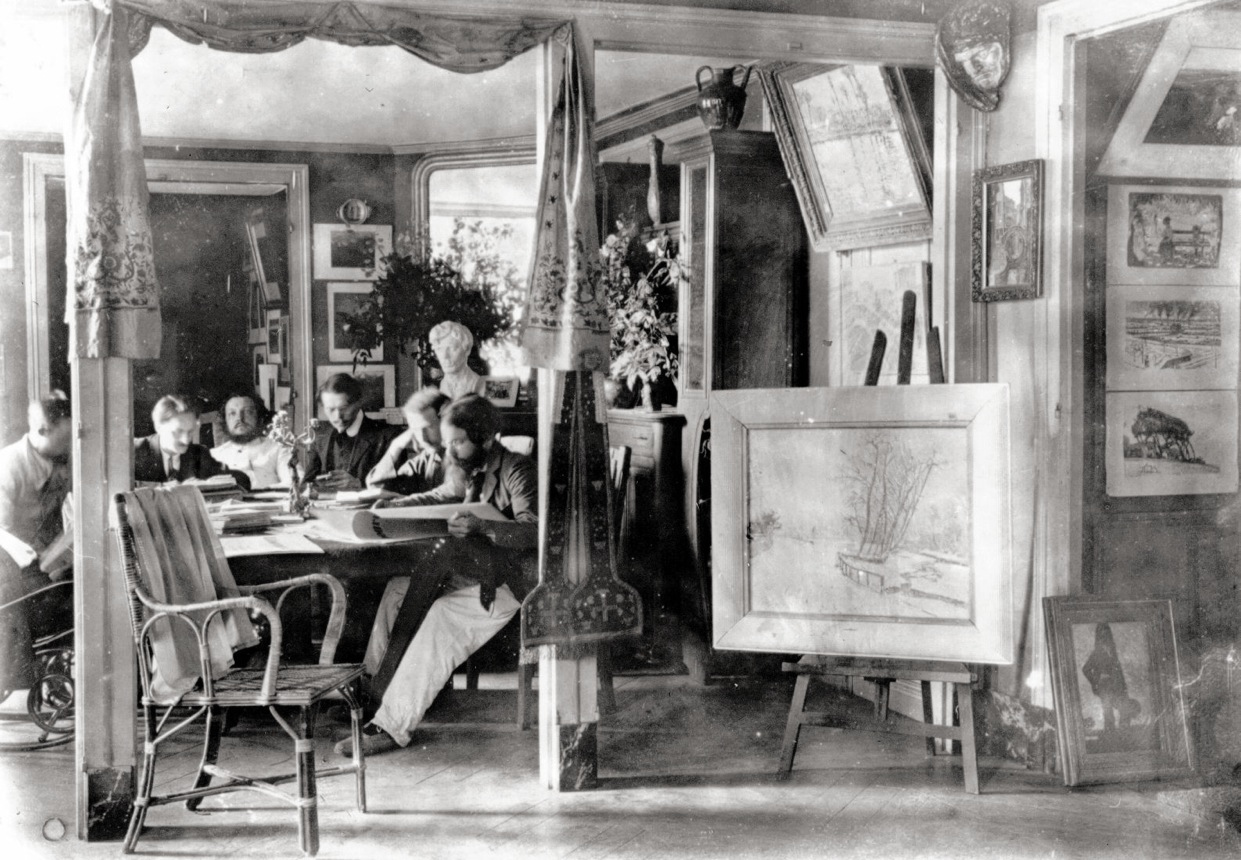
Abbaye de Créteil : au fond à droite, Berthold Mahn.

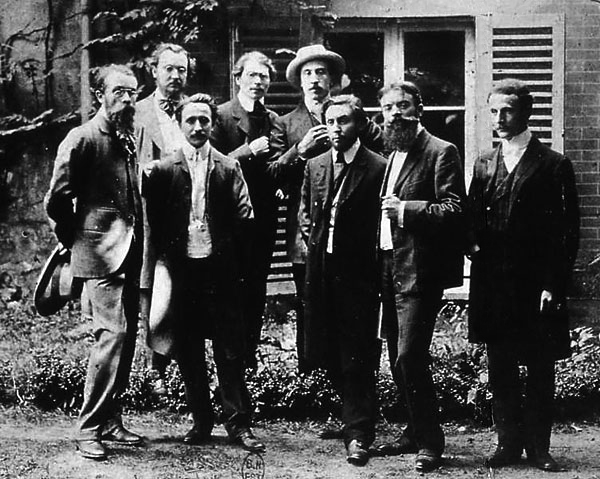
Membres de l'abbaye de Créteil, vers 1906-1907 : Berthold Mahn est au second rang au milieu, entre Georges Duhamel et Jacques d'Otémar.
Au premier rang : à gauche, Charles Vildrac ; au milieu, Albert Gleizes.

Pendant son service militaire effectué en 1902 au 72e régiment d'infanterie d'Amiens (affecté à y peindre des décors, il y réalise également sa première lithographie grâce à la presse du régiment). Il rencontre les peintres Jacques d'Otémar et Albert Gleizes ; ce dernier l’encourage dans la voie artistique. C'est par Gleizes qu'il entre en contact avec les membres de l'abbaye de Créteil, une communauté d'artistes fondée par Georges Duhamel et Charles Vildrac. Il demeurera en relation avec eux toute sa vie. 
Pendant la Première Guerre mondiale, Berthold Mahn est dans un premier temps brancardier en première ligne avant, dans un second temps, d'entrer au service du Camouflage camouflage où il rencontre André Dunoyer de Segonzac. « Les artistes camoufleurs se sont passionnés pour les travaux qui leur ont été confiés ; ils ont cherché sans cesse à perfectionner les techniques de dissimulation » restitue Cécile Coutin en s'appuyant sur les carnets de notes de Jean-Louis Forain, de Louis de Monard, d'André Mare, d'Henri Bouchard, ou encore les mémoires (non publiées) de Berthold Mahn, tous des documents « riches de réflexions passionnantes à ce sujet ». En 1917, Berthold Mahn se trouve dans l'unité de Chantilly et lui-même évoque : « L'ensemble des ateliers sortait chaque jour au moins quatre kilomètres de ces rideaux de verdure artificielle. Leur principale fonction était de camoufler des routes sur lesquelles l'ennemi avait des vues directes. À leur abri, les troupes passaient, invisibles. Les toiles peintes, employées aussi à cet usage, servaient plutôt à recouvrir les tranchées, les abris, les canons, etc. Les camions arrivaient et repartaient sans arrêt, chargés par les prisonniers, et nos fabrications restaient toujours inférieures aux besoins du front qui étaient immenses ».  

### Du Vieux-Colombier à Chaumot (1920-1975)

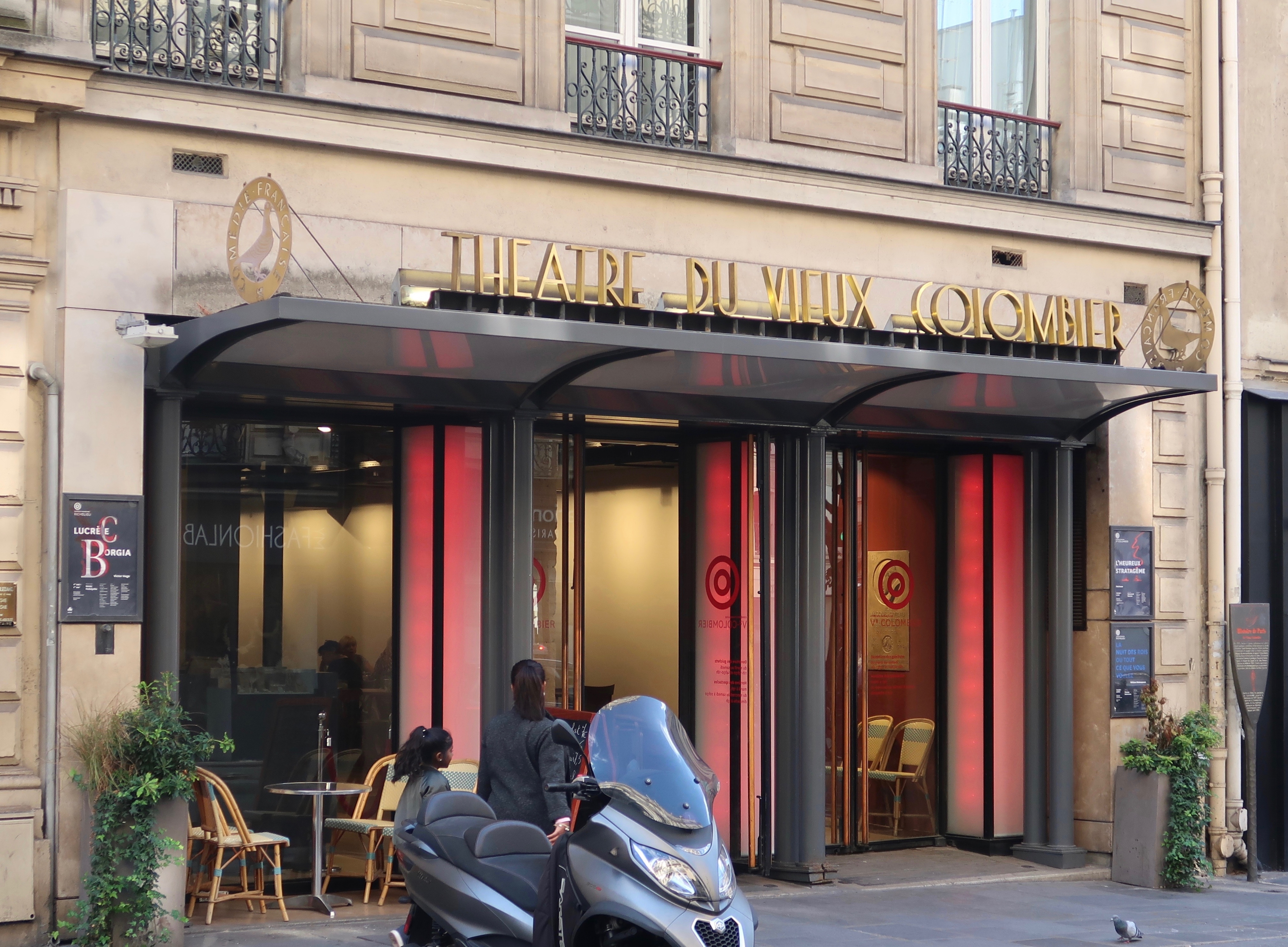
Théâtre du Vieux-Colombier, Paris.

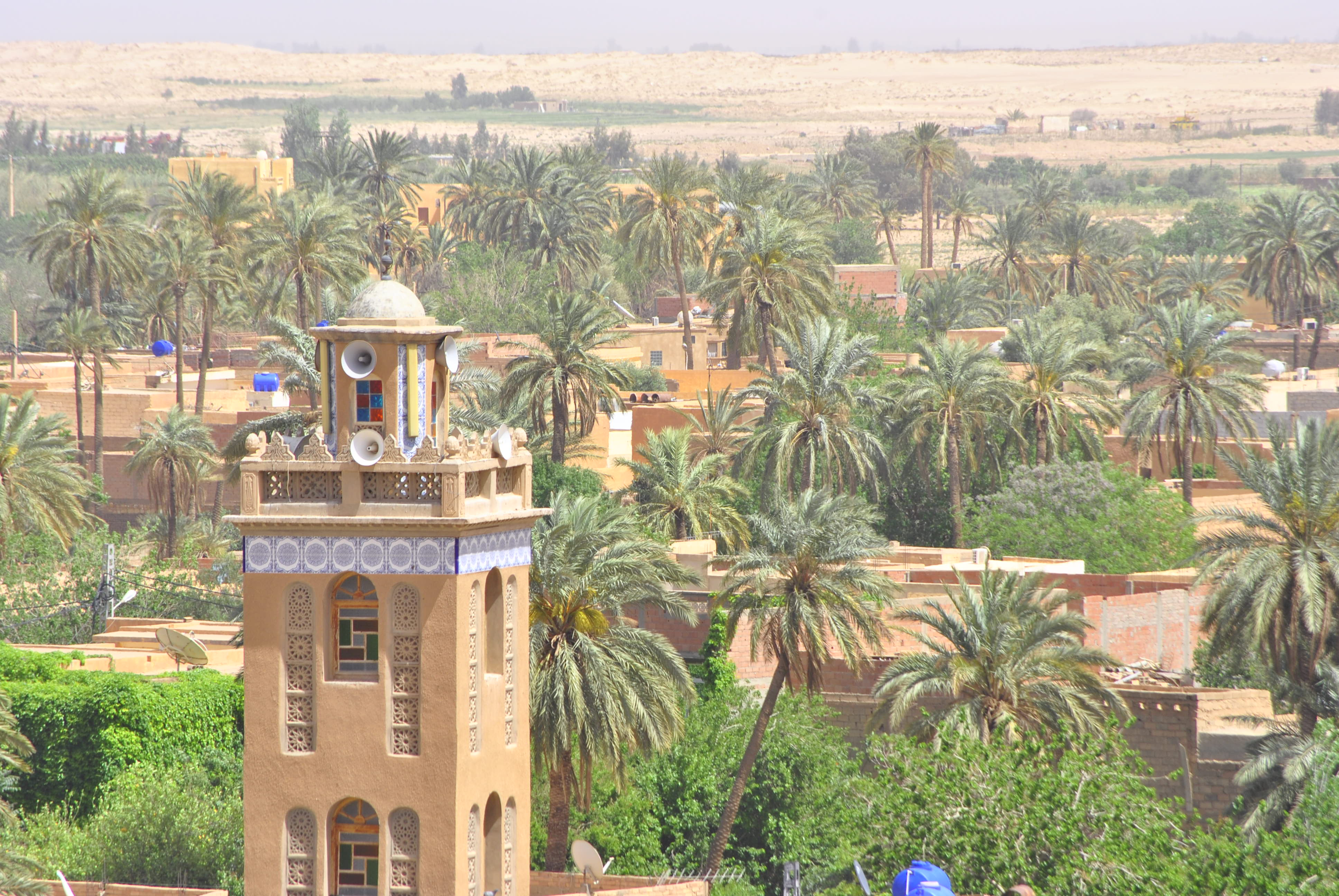
Laghouat (Algérie).

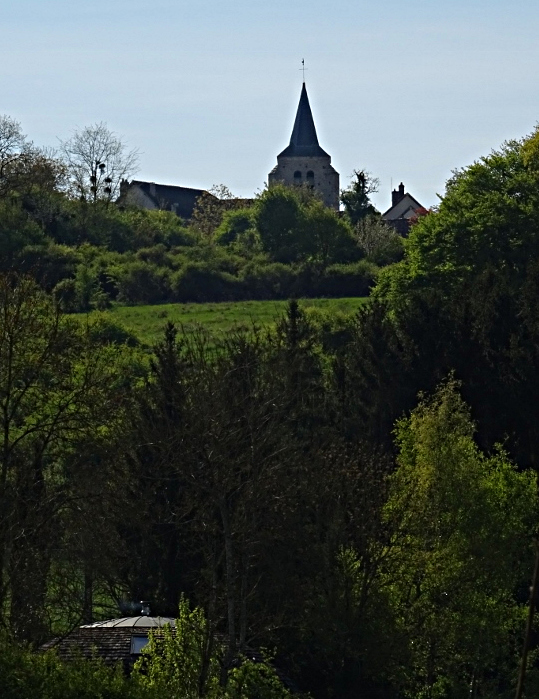
Chaumot (Yonne).

De 1920 à 1924, il travaille au Théâtre du Vieux-Colombier, y exécutant des croquis de comédiens au travail : son recueil Souvenirs du Vieux-Colombier (55 dessins préfacés par Jules Romains), en 1926, en est l'aboutissement.
Si la biographie de Bethold Mahn se confond désormais pour l'essentiel avec sa production bibliophilique, plusieurs voyages n'en sont pas moins repérables : L'Algérie en 1926 dont témoigne le dessin Palmeraie à Laghouat conservé au Metropolitan Museum of Art ; l'Alsace qu'en 1931, en compagnie de Georges Duhamel et dans la voiture de celui-ci, il traverse jusqu'à Strasbourg, exécutant une soixantaine de dessins pour les besoins du livre que les deux amis publieront la même année, L'Alsace - Entrevue, ou l'aveugle et le paralytique : le mot « aveugle » glissé dans le titre du livre, comprend l'universitaire américain L. Clark Keating, constitue l'aveu par l'écrivain de son incapacité à accompagner l'artiste dans sa perception immédiate de la beauté ; la Grèce, toujours en compagnie de Georges Duhamel et en 1936, périple dont l'artiste se confie lui-même dans ses Lettres de voyages qui, à l'instar de ses croquis, enrichiront le livre de Georges Duhamel Homère au XXe siècle. 
En 1939, Berthold Mahn acquiert aux Lorris, hameau dépendant du village de Chaumot (Yonne), une petite ferme où il établit sa résidence. 
À la suite de l'invasion allemande de 1940, Berthold Mahn se réfugie dans le village de Boisséjour, dans le Puy-de-Dôme. C'est au cours des deux hivers qu'il y passe qu'il fait la connaissance et qu'il devient l'ami d'Henri Pourrat avec qui il parcourt et dessine alors l'Auvergne. On retrouvera ces dessins, dont Roger Gardes écrira qu'« ils complètent harmonieusement le texte de Pourrat qui prend la forme d'une promenade amicale à travers l'Auvergne », dans Le Chemin des chèvres, publié chez Gallimard en 1947.
C'est dans les années 1950, observe Hélène Braeuner, qu'une évolution est perceptible chez Berthold Mahn dans le traitement du dessin : « les paysages des années 1950-1952 sont souvent traités à la façon d'une vue cavalière ancienne, avec une recherche évidente de l'effet panoramique. Les suivants constituent des tranches de nature beaucoup moins caractérisés. On y trouve aussi une synthèse beaucoup moins poussée, une plus grande recherche de l'atmosphère. Il ne s'agit plus de dessin pur mais, de plus en plus, de véritables tableaux avec plans et valeurs marqués par des lavis toujours étudiés ».
Mort en avril 1975, Berthold Mahn repose dans le cimetière de Chaumot (Yonne).

### Famille
Son fils, l'historien médiéviste Jean-Berthold Mahn, meurt au combat en 1944 à Castelforte, à l'âge de trente-deux ans.

## Réception critique

### Le dessinateur, l'illustrateur
« Notre meilleur portraitiste depuis François Clouet. »

— André Dunoyer de Segonzac

« À propos de ses dessins sur les paysages alsaciens, Berthold relève, en 1931, qu'il acquiert sur le sujet la synthèse de son art. Tourné vers la plaine ou arrêté dans ces magnifiques villages des premiers contreforts vosgiens, il dessine librement ce qu'il voit. Ebersmunster et la plaine d'Alsace déploie un paysage profond où l'horizon tarde à rejoindre le ciel avant de se confondre avec lui. Berthold Mahn note justement que ces paysages donnent toujours une idée de grandeur, que si petite que soit sa feuille de papier, il nous force à voir grand avec lui ; et cela vient non pas seulement de ce qu'il exprime aisément le déroulement des perspectives jusqu'au plus lointain horizon, mais de ce que ses pages sont toujours parfaitement composées et de ce qu'il distribue les êtres et les choses selon les plus heureuses proportions. »

— Hélène Braeuner

« Les jumeaux de Vallangoujard ont été écrits par Georges Duhamel pour ses enfants, ses neveux et nièces. Tous passaient les vacances à Valmondois dans un vaste parc que Berthold Mahn a dessiné très précisément dans Les jumeaux de Vallangoujard : notamment en page 74, on peut voir le portique et la maison en contrebas, représentation fidèle de la maison de vacances de la famille Duhamel. Berthold Mahn s'est probablement amusé à croquer Georges Duhamel lui-même, avec ses lunettes et son crâne dégarni, pour représenter le docteur Clément, personnage qui peut être considéré comme le porte-parole de l'auteur. À l'humour du texte s'ajoute celui des illustrations, particulièrement perceptible par les familiers de la maison de Valmondois et les enfants, malheureusement moins pour le lecteur anonyme. La collaboration entre Georges Duhamel et Berthold Mahn remonte à leur jeunesse, au temps de l'abbaye de Créteil, dans les années 1906-1908. Avant Les jumeaux de Vallangoujard, Berthold Mahn avait illustré plusieurs livres de Georges Duhamel, notamment la série des Salavin, création majeure de l'œuvre de l'écrivain. En demandant à Duhamel d'écrire un livre pour la jeunesse, Paul Hartmann ne semble pas avoir eu d'autres possibilités que de choisir Berthold Mahn pour illustrer le texte. Cette collaboration serait donc plus une histoire d'amitié que la marque d'une réelle modernité. »

— Mathilde Lévêque

### Le peintre
« Berthold Mahn procède par larges attouchements où les stries du pinceau indiquent, en quelque sorte, la direction de la lumière, l'axe du volume représenté. »

— Robert Rey

« Maniée avec maîtrise, la matière n'étouffe pas l'âme, elle la protège et la fortifie. J'approuve Mahn quand il me dit : "Parachever, compléter, terminer mon ouvrage ! À force de persévérance attentive, à force d'adresse et de savoir, retrouver enfin, dans le tableau, les grâces impalpables de l'esquisse !" Tout le caractère de Mahn tient dans ce propos, dans cet effort. Si le mot d'impressionnisme veut encore dire ce qu'il dit, je dois reconnaître que Mahn est affranchi de l'impressionnisme. Peut-être même n'en fut-il jamais touché. Je le répète, il s'est développé hors des écoles et s'il fut jamais esclave de quelque chose, ce n'est pas des systèmes, mais plutôt de ses modèles »

— Georges Duhamel

« Berthold Mahn ne cherche pas à attirer l'attention sur lui par des moyens factices ; il se contente de peindre, du mieux qu'il peut, ce qu'il a devant les yeux. Grâce à cette humilité, à cet oubli de soi, son art gagne une gravité et une solidité qui ont quelque chose de reposant. On sent que cette peinture est en dehors des modes. »

— François Fosca

« On connaît beaucoup mieux les œuvres de l'illustrateur de nombreux ouvrages (entre autres ceux de Georges Duhamel et de Henri Béraud) que celles du portraitiste et surtout du paysagiste : des toiles solidement charpentées qui accusent une sensibilité très fine. »

— Gérald Schurr

### Postérité
Une rue de Chaumot et une rue de Créteil portent son nom.

## Œuvre

### Éditions debibliophilie

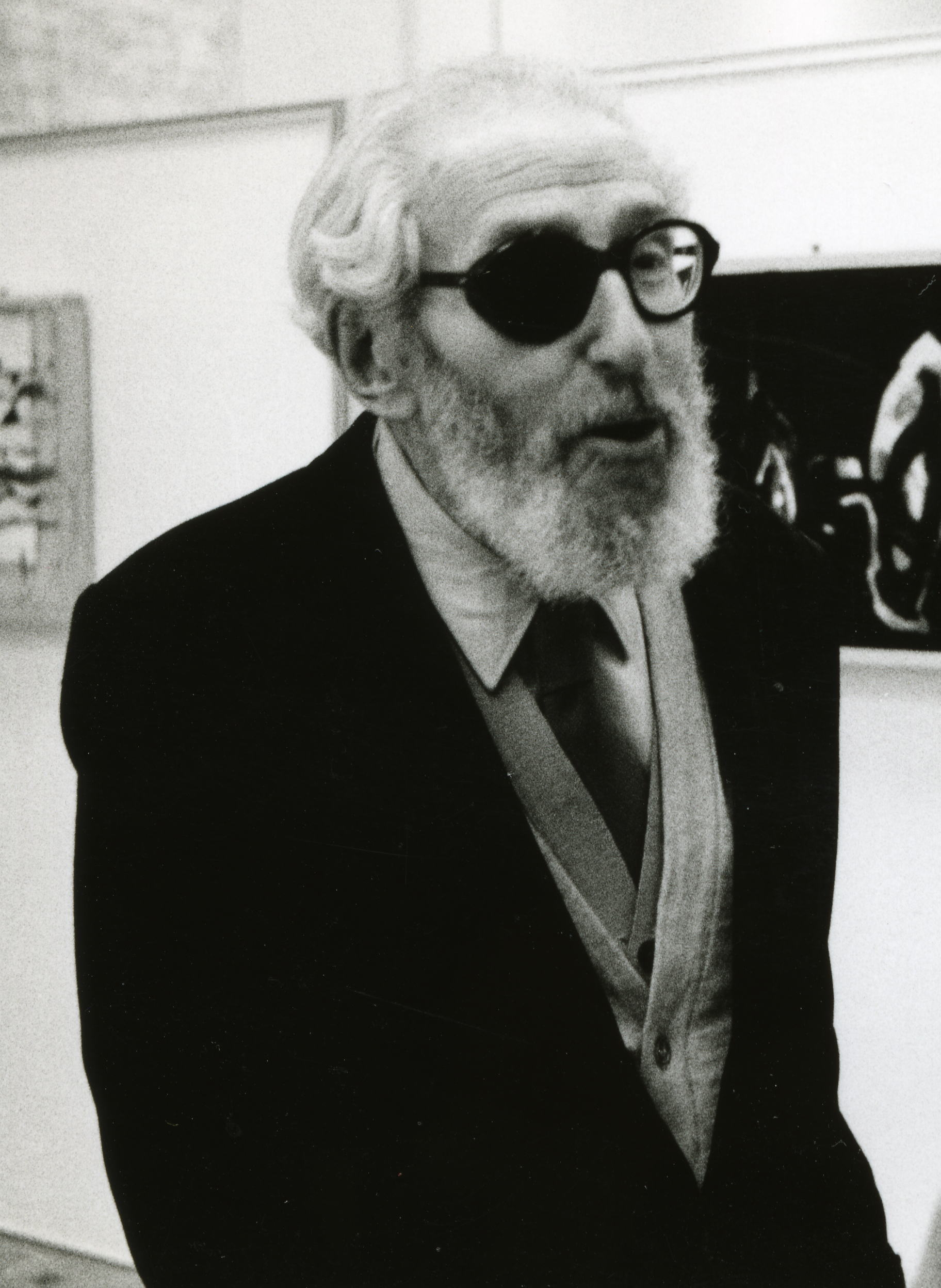
Claude Aveline.

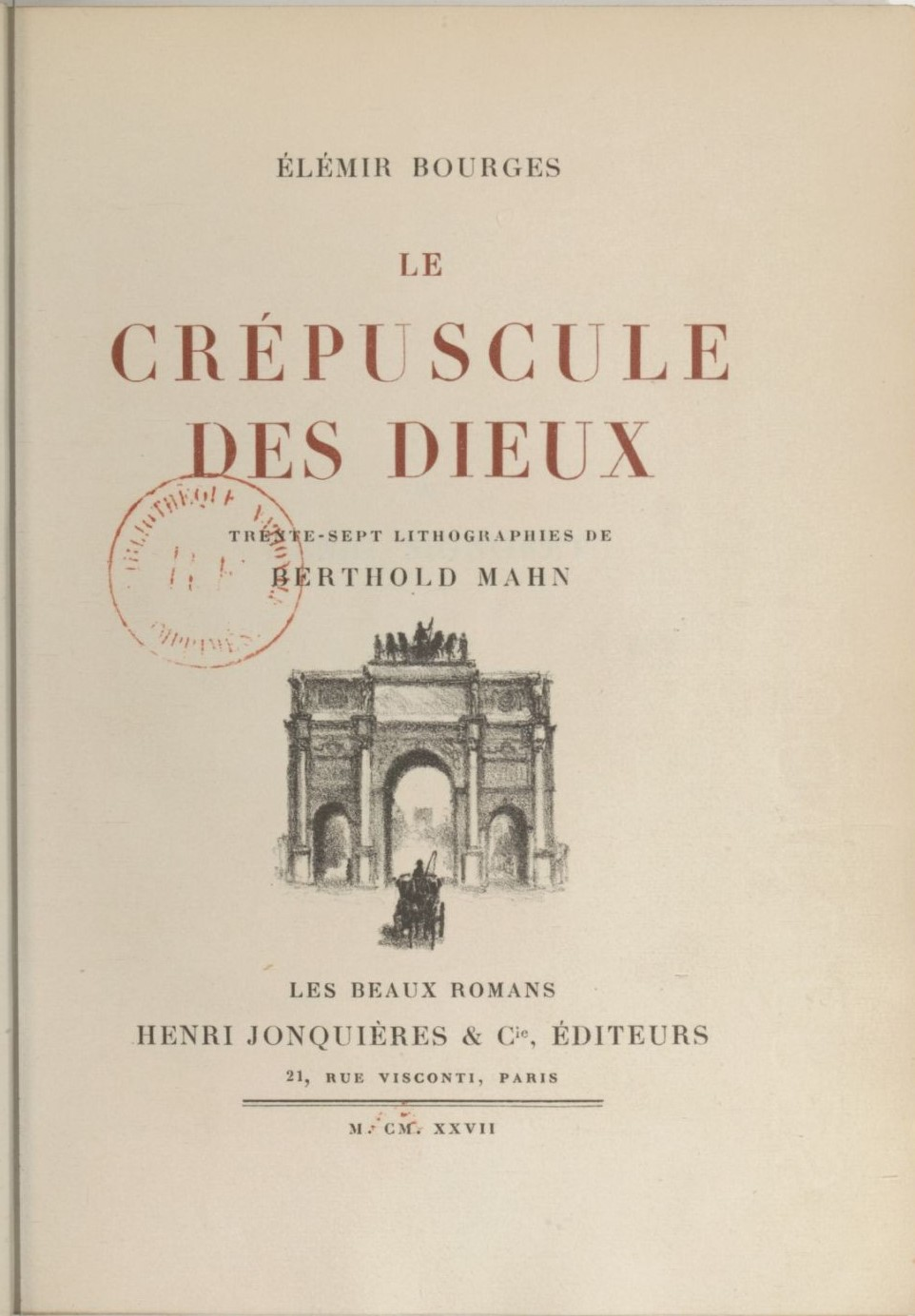
Élémir Bourges, Le Crépuscule des dieux, édition enrichie de 37 lithographies de Berthold Mahn, 1937.

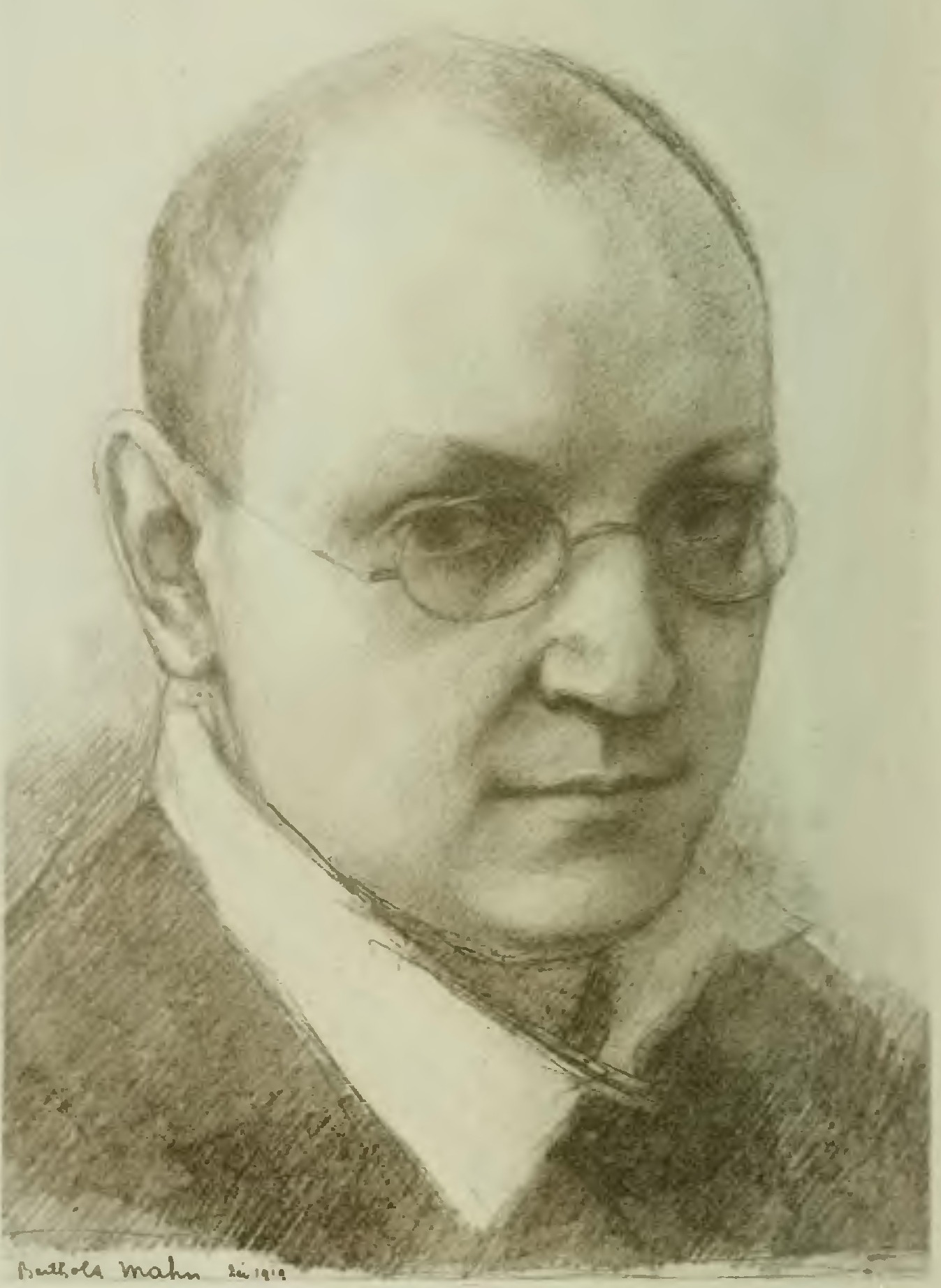
Berthold Mahn, Portrait de Georges Duhamel, mai 1919.

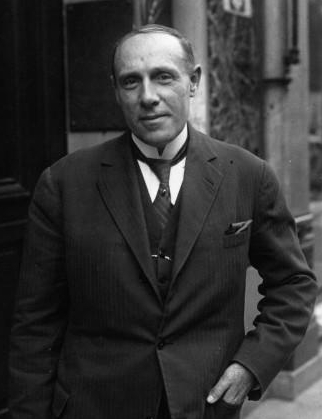
Luc Durtain.

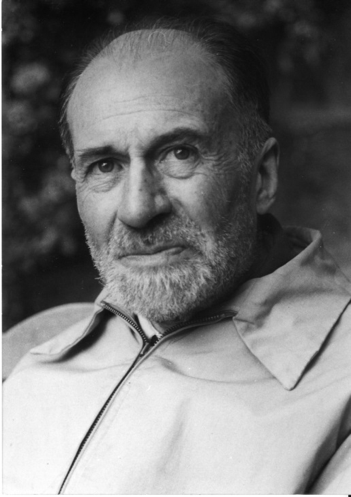
Henri Pourrat.

Berthold Mahn estimait avoir illustré une centaine de livres dont, par ordre alphabétique des auteurs :
- Alain-Fournier : Le Grand Meaulnes, 41 illustrations de Berthold Mahn, 1 051 exemplaires numérotés, coll. « Les gloires littéraires », Éditions du Nord, Bruxelles, 1933.
- Marie-Catherine d'Aulnoy, Les Contes de fées, illustrations de Berthold Mahn, Mercure de France, 1956.
- Claude Aveline :
  - Les Ouvrages de Georges Duhamel - Essai de bibliographie, portrait de Georges Duhamel par Berthold Mahn en frontispice, 865 exemplaires numérotés, Claude Aveline éditeur, 1925.
  - Les Muses mêelées, 4 dessins par Antoine Bourdelle, Théophile Alexandre Steinlen et Berthold Mahn, André Delpeuch, Paris, 1926.
  - Le Postulat, 8 lithographies hors texte de Berthold Mahn, 500 exemplaires numérotés, Au Sans Pareil, Paris, 1927.
  - Routes de la Catalogne ou le livre de l'amitié, 55 compositions dessinées par Berthold Mahn, Paul Hartmann, Paris, 1932..
  - Dans Paris retrouvé, frontispice de Berthold Mahn, 575 exemplaires numérotés, Éditions Émile-Paul Frères, 1945.
- Honoré de Balzac : Le Lys dans la vallée, illustrations de Berthold Mahn, 1 250 exemplaires numérotés, Paul Hartmann éditeur, 1947.
- Henri Barbusse :
  - L'Enfer, portrait-frontispice par Berthold Mahn, Les éditions Georges Crès, Paris, 1925.
  - Le Feu, 2 volumes, illustrations de Berthold Mahn, Les Œuvres représentatives, 1930.
- Henri Béraud : La Gerbe d'or, lithographies de Berthold Mahn, 330 exemplaires dont 280 numérotés, Jeanne Walter, Paris, 1930.
- Jean-Richard Bloch : …Et Cie, illustrations in et hors texte de Berthold Mahn, 443 exemplaires numérotés, P. Mornay, 1930.
- Élémir Bourges : Le Crépuscule des dieux 37 lithographies de Berthold Mahn, 1 151 exemplaires numérotés, Henri Jonquières et Cie, 1927.
- Miguel de Cervantes (traduction de Francis de Miomandre), Don Quichotte de la Manche (4 volumes) suivi de La Vie de Cervantes (5e volume), illustrations des volumes 1 à 4, frontispices des volumes 1 et 5 par Berthold Mahn, Union latine d'éditions, 1935.
- Jacques Chardonne : Claire, illustrations de Berthold Mahn, 3 000 exemplaires numérotés, coll. « Contes de France et d'ailleurs », Henri Piazza, 1938.
- André Chénier, Poèmes, suite de 8 lithographies et illustrations à la sanguine par Berthold Mahn, Paris, 1955.
- Collectif (dont Jean Cassou, Jean Fayard, Jean Follain, Marcel Haedrich, Edmond Jaloux, Thomas Mann, Daniel-Rops, Rainer Maria Rilke, Hommage à Maurice Betz, lithographies originales de Jean-Gabriel Daragnès, Jacques Ernotte, Berthold Mahn et Paul Welsch, 305 exemplaires numérotés, Émile Paul éditeur, 1949.
- Alphonse Daudet :
  - Le Nabab - Mœurs parisiennes, 20 illustrations hors texte de Berthold Mahn, Librairie de France, Paris, 1930.
  - Trente ans de ma vie à travers ma vie et mes livres - Souvenirs d'un homme de lettres, illustrations de Berthold Mahn, Librairie de France, Paris, 1930.
- Charles Dickens :
  - Les papiers posthumes du Pickwich Club, 3 volumes, illustrations de Berthold Mahn, Club du livre, Marseille, 1941-1946.
  - David Copperfield, 3 volumes, 173 compositions par Berthold Mahn, Club du livre, Marseille, 1948.
  - De grandes espérances (traduction de Pierre Leyris, prééface de Henri Mondor), portrait en frontispice par Berthold Mahn, 3 000 exemplaires numérotés, André Sauret, Paris, 1956.
- Benjamin Disraeli : Conningsby, illustrations de Berthold Mahn, 2 volumes, Club du bibliophile, 1957.
- Fernand Divoire : Stratégie littéraire, portrait-frontispice par Berthold Mahn, La Tradition de l'intelligence, 1928.
- Georges Duhamel :
  - Civilisation MCMXIV-MCMXVII, portrait de Georges Duhamel par Berthold-Mahn en frontispice, coll. « Les Maîtres du livre », Les éditions Georges Crès, 1921.
  - Lettres d'Auspasie, frontispice de Berthold Mahn, 550 exemplaires numérotés, Éditions du Sablier, 1922.
  - Confession de minuit, frontispice et 31 lithographies originales par Berthold Mahn, 540 exemplaires numérotés, Henri Jonquières, Paris, 1926.
  - Deux hommes, illustrations in et hors texte par Berthold Mahn, 266 exemplaires numérotés, Les éditions Georges Crès, 1926.
  - La Pierre d'Horeb, dessins et pointes sèches de Berthold Mahn, 1 050 exemplaires numérotés, coll. « Les beaux romans », Henri Jonquières, Paris, 1928.
  - Journal de Salavin, lithographies de Berthold Mahn, 216 exemplaires numérotés, coll. « Les Livres modernes », Les éditions Georges Crès et Cie, 1930.
  - Les jumeaux de Vallangoujard, 60 dessins de Berthold Mahn, Paul Hartmann, Paris, 1931.
  - L'Alsace - Entrevue, ou l'aveugle et le paralytique, eaux-fortes de Berthold Mahn, Hertz Paul éditeur, 1931.
  - Les Sept Dernières Plaies, 8 lithographies de Berthold Mahn, 1 650 exemplaires numérotés, Les Œuvres représentatives, 1933.
  - Homère au XXe siècle, illustrations dans le texte et Lettres de voyage en annexe de Berthold Mahn, 10 000 exemplaires, Union latine d'éditions, 1947.
  - Chronique des Pasquier, illustrations de Berthold Mahn, 10 volumes, chacun en 6 800 exemplaires dont 5 400 numérotés, Union latine d'éditions, 1949.
  - Confession de minuit, éditions André Sauret, 1950 (série du grand prix des Meilleurs romans du demi-siècle).
  - Chronique de Paris au temps des Pasquier, illustrations de Berthold Mahn, Union latine d'éditions, 1951.
  - Vie et aventures de Salavin, 5 tomes, 5 frontispices et 77 illustrations de Berthold Mahn, 4 900 exemplaires numérotés, Union latine d'éditions, 1955.
- Luc Durtain : Perspectives, portrait-frontispice par Berthold Mahn, coll. « Poésie du temps », Librairie Stock, 1924.
- Jean-Louis Faure : L'Âme du chirurgien, portrait-frontispice gravé d'après Berthold Mahn, Les éditions Georges Crès, Paris, 1920.
- Gustave Flaubert : Madame Bovary, gravures à l'eau-forte par Louis Maccard d'après Berthols Mahn, Éditions littéraires de France, non daté.
- Eugène Fromentin : Dominique, 40 aquarelles par Berthold Mahn, Paul Hartmann éditeur, Paris, 1935.
- Elizabeth Gaskell : Cranford, illustrations de Berthold Mahn, Club du bibliophile de France, 1960.
- André George : Paris, 210 héliogravures par Berthold Mahn, Arthaud, 1950.
- Paul Géraldy : Aimer - Toi et moi - Le Prélude, 3 volumes, 17 compositions en couleurs de Berthold Mahn, 2 300 exemplaires numérotés, Éditions du Bibliophile, Lausanne, 1942.
- André Gide : La Porte étroite, frontispice et illustrations en couleurs de Berthold Mahn, 1 000 exemplaires numérotés, coll. « Les gloires littéraires », Éditions du Nord, Bruxelles, 1937.
- André Guilmin (présentation de Raymond Escholier) : À la manière de…, 20 planches couleurs par Gus Bofa, Hermine David, André Dignimont, André Dunoyer de Segonzac, Chas Laborde, Jean Émile Laboureur, Mariette Lydis, Berthold Mahn…, Imprimerie Marcel Besson, Grenoble, 1945.
- Homère (traduction de Mario Meunier) : L'Iliade (2 volumes) et l'Odyssée (2 volumes), 7 250 exemplaires dont 6 700 numérotés, Union latine d'éditions, 1943[6].
- Joris-Karl Huysmans (préface de François Mauriac) : En route, lithographie originale de Berthold Mahn en frontispice, 3 000 exemplaires numérotés, André Sauret, 1954.
- Paul Léautaud : Mélange - Souvenirs de basoche - Ménagerie intime - Amour - Femmes, lithographie originale de Berthold Mahn en frontispice, 340 exemplaires numérotés, La Belle page, Paris, 1928.
- Violette Le Roy, La Beauté du diable, " illustrations par Baldrich, Marcel Vertès et Berthold Mahn, Éditions Valère, Paris, non daté.
- Roger Martin du Gard (préface de Jean Schlumberger) : Les Thibault, 8 volumes, lithographies de Berthold Mahn, André Sauret, Paris, 1960.
- André Maurois : 
  - Supplément à "Mélanges et pastiches" de Marcel Proust, cuivres originaux de Berthold Mahn, 1 100 exemplaires numérotés, Éditions du Trianon, 1929.
  - L'Amérique inattendue, portrait-frontispice par Berthold Mahn, 72 exemplaires numérotés sur Japon, Éditions Mornay, 1931.
- Hélène Mégret et Robert Minder : L'Alsace, illustrations de Berthold Mahn, coll. « Les beaux pays », Arthaud, 1958.
- Octave Mirbeau :
  - La 628-E8, aquarelles et dessins de Berthold Mahn, Les Éditions nationales, 1928
  - Le Calvaire (préface de Roland Dorgelès), 13 aquarelles hors texte par Berthold Mahn, Éditions nationales, Paris, 1934.
- Alfred de Musset : Contes d'Espagne et d'Italie, 22 dessins de Berthold Mahn, 1 000 exemplaires numérotés, Paul Hartmann, Paris, non daté.
- Edmond Nicolas : Le Seigneur de Jéricho, illustrations de Berthold Mahn, Club bibliophile de France, 1954.
- Henri Pourrat : Le Chemin des chèvres, compositions en noir dans le texte par Berthold Mahn, Gallimard, 1947.
- Jules Romains (préface) et Berthold Mahn (55 dessins) : Souvenirs du Vieux-Colombier, 950 exemplaires numérotés, chez Claude Aveline, 1926.
- William Shakespeare (traduction de Suzanne Bing et Jacques Copeau) : Les Comédies, 94 illustrations de Berthold Mahn en 7 volumes, chacun en 6 500 exemplaires numérotés, Union latine d'éditions, 1952.
- Ouvrage collectif, Paris, 1937, 62 lithographies originales par 62 artistes dont Émile Othon Friesz et Berthold Mahn pour Quartier latin de Jérôme et Jean Tharaud, Imprimerie Daragnès pour la ville de Paris, Exposition universelle de 1937.
- Vercors : Le Silence de la mer, illustrations de Berthold Mahn, 1 600 exemplaires, Éditions Terres latines, non daté.
- Paul Verlaine : Œuvres complètes, 8 volumes, 96 illustrations hors texte et dessins dans le texte par Berthold Mahn, 1 500 exemplaires numérotés, Librairie de France, 1931.
- Charles Vildrac :
  - Poèmes de l'abbaye suivis de Esquisse d'un Pégase, préface de Geeorges Duhamel, gravure sur bois en frontispice par Berthold Mahn, 650 exemplaires numérotés, Éditions du Sablier, 1925.
  - D'un voyage au Japon, frontispice-portrait par Berthold Mahn, 800 exemplaires numérotés, coll. « Un chapitre de ma vie », Émile Hazan, Paris, 1927.
- Virgile : L'Énéide - Les Bucoliques - Les Géorgiques, 3 volumes illustrés par Edy Legrand, Jean Chièze et Berthold Mahn, Union latine d'éditions, 1958.
- Émile Zola, Germinal (langue anglaise), illustrations de Berthold Mahn, The Nonesuch Press, Londres, 1942.

### Lithographies
- La Gerbe d'or, lithographie originale pour le livre éponyme d'Henri Béraud, dans la revue Byblis, hiver 1930-1931 (contient également des estampes originales d'Edy Legrand, Raoul Dufy et Jean Dulac).
- Le Quartier latin, chemise de 10 lithographies en noir, Lematte et Boinot éditeurs, 1934.

### Partition musicale
- Olivier Messiaen, Sept haïkaï - Esquisses japonaises pour piano solo, partition de 34 pages, dessin de Berthold Mahn en couverture, Éditions Leduc, 1986.

### Écrits
- Berthold Mahn, Lettres de voyage, dans le livre de Georges Duhamel cité ci-dessus Homère au XXe siècle, Union latine d'éditions, 1947.
- Berthold Mahn, « L'Abbaye de Créteil - Souvenirs extraits des "Mémoires d'un peintre' », fragments des mémoires inédites, Les Cahiers de l'Abbaye de Créteil, n°19, 1999.

## Expositions

### Expositions personnelles
- Galerie Druet, Paris, 1929[20].
- Galerie Jacquart, Paris, mars 1955.
- Berthold Mahn - Visages et images, centre culturel Char-les-Vilmac, Créteil, octobre 1973[10].
- Hommage à Berthold Man - Centenaire de sa naissance, mairie de Villeneuve-sur-Yonne, 1981.
- Bibliothèque Jorge-Semprun, Villeneuve-sur-Yonne, juin 2015[22].

### Expositions collectives
- Salon des Tuileries, Paris, 1923[18].
- Berthold Mahn, Roger Parent, André Utter, Maurice Utrillo, Suzanne Valadon, galerie Georges Giroux, Paris, 1924.
- 29e Groupe des artistes de ce temps, Petit Palais, Paris, avril 1938[23].
- Salon d'automne, sociétaire en 1928[24].
- Le dernier portrait , musée d'Orsay, Paris, avril 2002[25].
- 119 estampes et gravures, médiathèque de Pontifroy, Metz, février-mars 2012[26].
- Trois lieux pour (re)découvrir Jean-Richard Bloch et la villa Bloch, Musée Sainte-Croix, Poitiers, janvier-février 2019[27].

## Collections

### Collections publiques

#### États-Unis
- Metropolitan Museum of Art, New York, Palmeraie à Laghouat, Algérie, dessin, 1926, ancienne collection Adelaide Milton de Groot[11].

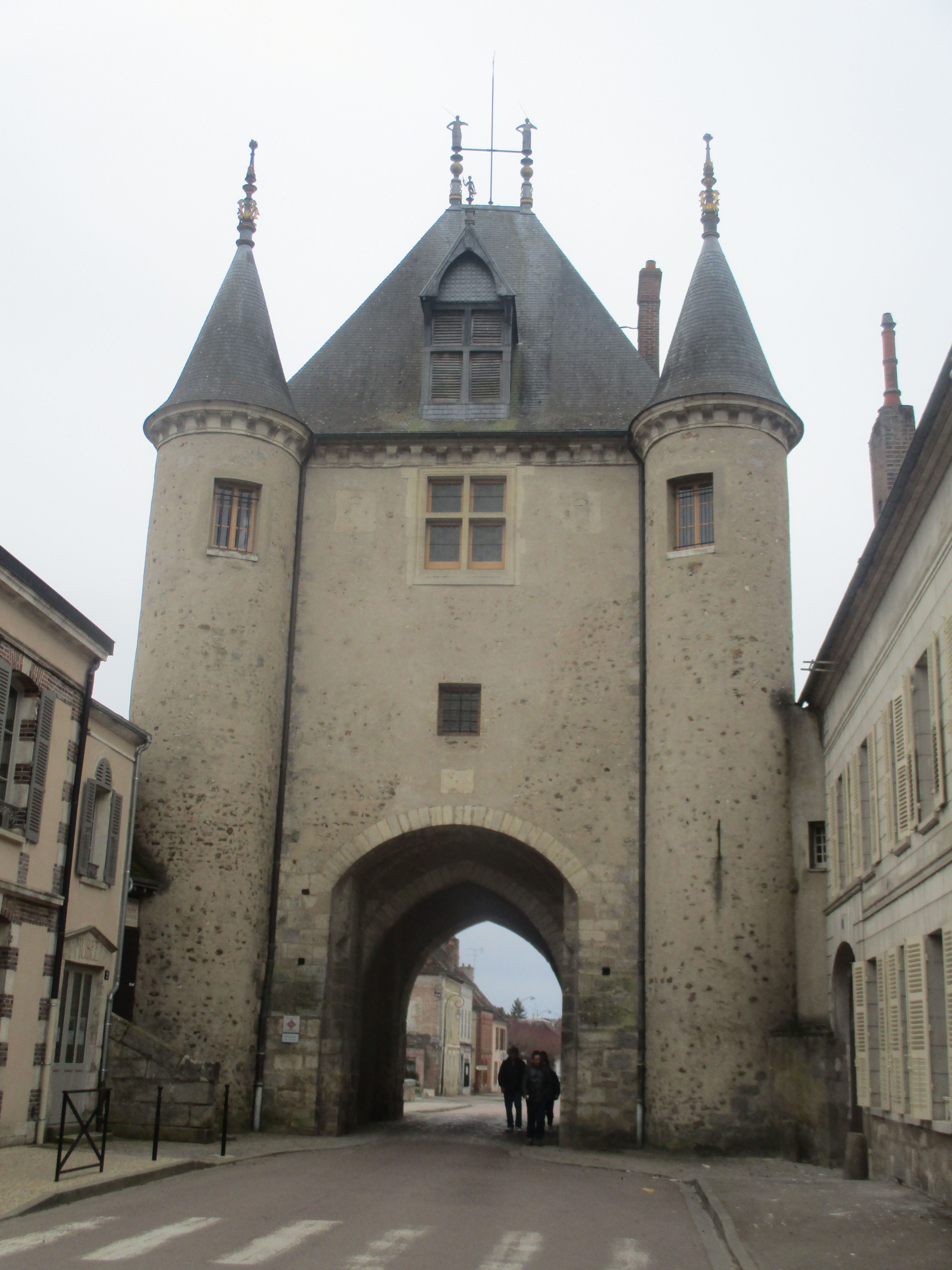
Musée-galerie Carnot (porte de Joigny), Villeneuve-sur-Yonne.

#### France
- Musée d'art moderne de Céret.
- Bibliothèque de l'Arsenal, Paris, dessins exécutés au Théâtre du Vieux-Colombier entre 1920 et 1924[4].
- Bibliothèque nationale de France, département des arts du spectacle, Paris, maquettes dessinées pour les spectacles du Théâtre du Vieux-Colombier, fonds Jacques-Copeau[28].
- Musée du Luxembourg, Paris, Le jardin, huile sur toile, acquisition au Salon d'automne de 1928[29].
- Musée Sainte-Croix, Poitiers, Les Cours, Poitiers, huile sur toile, don de la Société des amis des musées de Poitiers, 2011[30].
- Musée du Domaine départemental de Sceaux :
  - L'abbaye de Créteil, trois dessins, 1907.
  - Portrait de Léon Bazalgette, plume, 1925.
- Musée-galerie Carnot, Villeneuve-sur-Yonne, Vue du village de Chaumot, huile sur toile[22].

### Collections privées

#### France
- Jean-Richard Bloch, Portrait d la petite France, huile sur toile[31].
- Charles Despiau, Paysages, dessin et aquarelle[32].

#### Suisse
- Fondation Catherine-Gide, Oftringen, Portrait d'André Gide sur son lit de mort, 1951[33].